# 迷途的羔羊
《迷途的羔羊》是1936年上映的中国故事片，由联华影业公司出品，蔡楚生编导，周达明摄影，葛佐治、陈娟娟主演。